# Kiril Gueorguiev
|  | No s'ha de confondre amb Krum Gueorguiev. |

Kiril Dimitrov Gueorguiev (en búlgar: Кирил Димитров Георгиев) (Pètritx, 28 de novembre de 1965) és un jugador d'escacs búlgar, que té el títol de Gran Mestre des de 1985. Ha estat tres cops Campió de Bulgària. El 1993 va arribar a ser el 9è millor jugador del món.
A la llista d'Elo de la FIDE del gener del 2020, hi tenia un Elo de 2583 punts, cosa que en feia el jugador número 1 (en actiu) de Macedònia del Nord, i el 314è millor jugador al rànquing mundial. El seu màxim Elo va ser de 2695 punts, a la llista de juliol de 2001 (posició 17 al rànquing mundial).

## Resultats destacats en competició
Kiril Gueorguiev va cridar l'atenció del món dels escacs per primer cop el 1983, quan es va proclamar Campió del món juvenil, i obtingué en conseqüència el títol de Mestre Internacional. Dos anys més tard, va obtenir el títol de GM.
La seva progressió el dugué a guanyar les edicions del Campionat de Bulgària de 1984, 1986 i 1989, i a ser reconegut com al millor jugador búlgar, en substitució d'Ivan Radulov (i ocupant el “càrrec” fins a l'aparició del futur Campió del món Vesselín Topàlov).
Els seus resultats en competicions internacionals són remarcables, sobretot considerant que mai ha assolit el nivell de Gran Mestre d'elit (Elo 2700 o superior). Ha guanyat a Sarajevo 1986, San Bernardino 1988, Elenite (Burgàs) 1992 (per davant d'Ivan Sokolov, Topàlov, Dorfman, Razuvàiev i Kotronias) i el Torneig Zonal de Budapest 1993 (per davant de J. Polgár i Ftacnik). Va repetir el seu èxit empatant amb Topàlov al primer lloc a Elenite 1995 (per davant de Short, Gulko i Dolmàtov).
En un altre esdeveniment de primera línia, el Campionat del món de Blitz celebrat a Saint John el 1988, hi acabà empatat al tercer lloc (amb Aleksandr Txernín, després de Mikhaïl Tal i Rafael Vaganian).
Entre les seves participacions en el cicle pel Campionat del món hi destaca la seva classificació pel Torneig Interzonal de Manila 1990, on hi va fer una més que raonable 14a posició (de 64), per damunt de les expectatives, i perdent només contra Aleksei Dréiev. A Groningen 1997, fou eliminat en 4a ronda per Loek Van Wely.
A partir de 2000, els seus resultats no varen pas empitjorar; va guanyar a Belgrad 2000 (per davant de Beliavski i d'Andersson), fou primer a Sarajevo 2001 (la seva primera victòria en un torneig de Categoria XVI – per davant de Topàlov, Smirin, Dréiev i Ivan Sokolov) i primer a Bad Worishofen 2002. El 2004 empatà al 1r-2n lloc amb Dimitrios Mastrovasilis a Topola.
El 2005, empatà al primer lloc al Gibtele.com Masters de Gibraltar amb Zahar Efimenko, Levon Aronian, Aleksei Xírov i Emil Sutovsky, i guanyà en solitari el 2006 (per davant de Short, Sutovsky, Xírov, Akopian i Bologan) amb una magnífica puntuació de 8.5/10. També el 2006 guanyà la medalla de bronze al Campionat d'Europa individual (rere Zdenko Kožul i Vasil Ivantxuk). Al fortíssim Aeroflot Open de Moscou, hi acabà només a mig punt del primer.

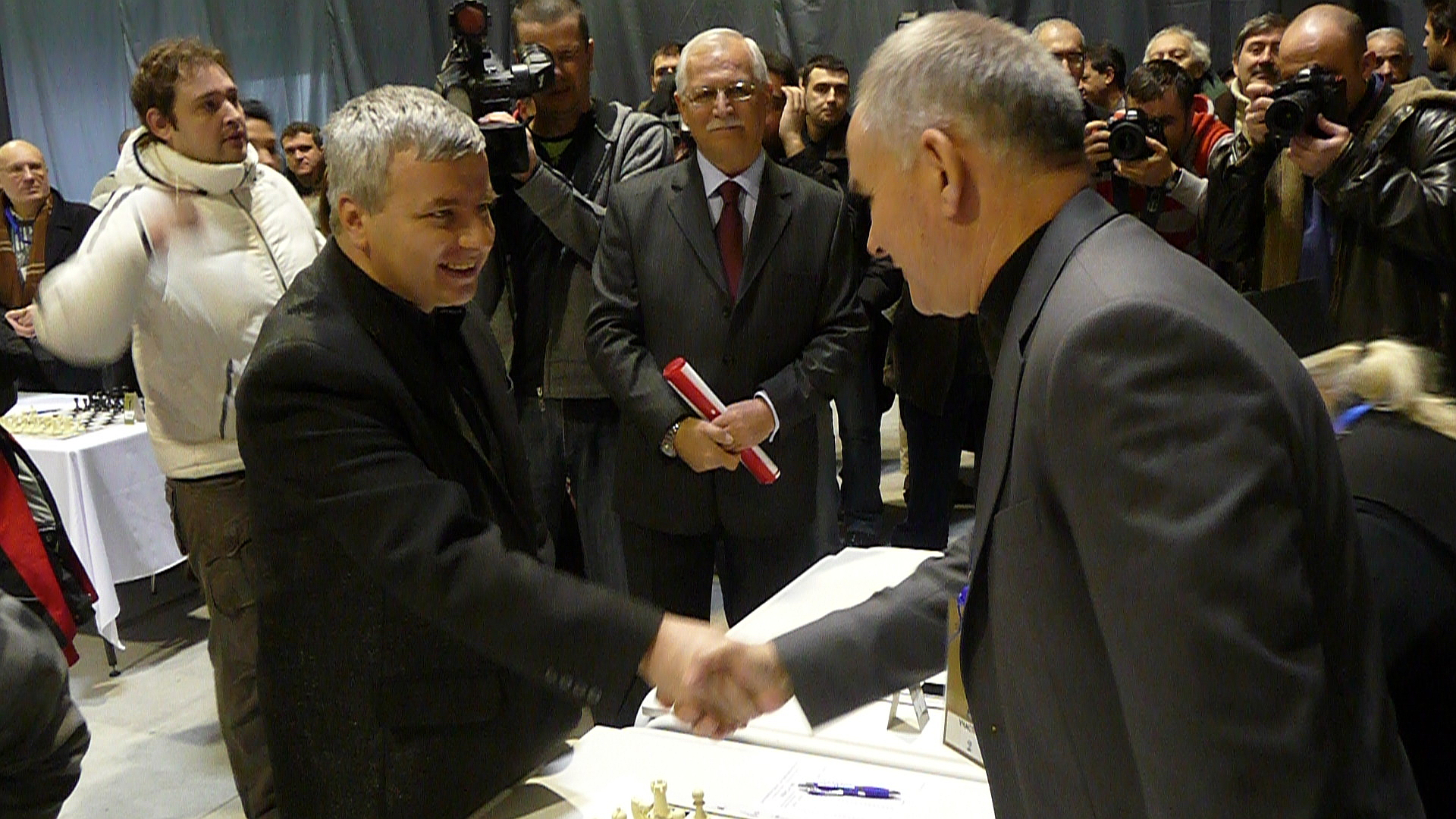
Gueorguiev (a l'esquerra), el 2009, durant l'exhibició de simultànies que fou rècord mundial.

Aquests excel·lents resultats varen fer que el seu Elo s'incrementés ràpidament durant els anys 2005 i 2006, fins a assolir 2680 punts (el juliol de 2006), cosa que el situava en el número 26 del món a la (llista de la FIDE) del moment.
El 2007 va empatar als llocs 2n-7è amb Mircea Pârligras, Dimitrios Mastrovasilis, Vadim Malakhatko, Khristos Banikas i Dmitri Svetushkin al Torneig Internacional Acropolis (el campió fou Ilià Smirin).
El desembre de 2009, va empatar als llocs 1r-4t amb Georg Meier, Julio Granda i Viktor Láznička al 19è Magistral de Pamplona. El gener de 2010, fou tercer al World Chess Open a León (el campió fou Michał Krasenkow).
El 2009, va trencar el rècord mundial de més partides simultànies jugades: 360 partides en 14 hores. En va guanyar 280, entaular 74 i perdre’n 6 per una puntuació total del 88%. Una puntuació mínima del 80% era el requisit per tal que el rècord fos acceptat. El mateix any va rebre’n el certificat de banda del Guinness World Records.
El 2009 fou segon a la 29a edició de l'Obert Vila de Benasc (el campió fou Mihail Marin), i fou campió el 2010 amb 8½ punts de 10, empatat amb el segon classificat Eltaj Safarli.
El gener de 2013 fou cinquè al fort torneig Tradewise de Gibraltar (el campió fou Nikita Vitiúgov).
El 2013 es proclamà per quart cop (24 anys després de la vegada anterior), campió de Bulgària en un torneig disputat l'abril a Bankia. El maig de l'any següent va repetir el títol de campió de Bulgària, amb 7 punts de 9 possibles, mig punt per davant d'Ivan Txeparínov, i 2 per davant del tercer, Atanas Kolev. Gueorguiev va fer en aquest torneig una performance impressionant de 2690. Només un mes abans, l'abril de 2014, havia guanyat el fort Karpos Open, a Skopje, amb 7.5 punts sobre 9 partides, mig punt per damunt d'un grup de set jugadors empatats a 7 punts: Iván Salgado, Eduardo Iturrizaga, Robert Markus, Andrey Vovk, Zdenko Kozul, Davorin Kuljasevic i Sergey Grigoriants.
El 2015 a Pleven guanyà novament el campionat de Bulgària, per tercer cop consecutiu, amb 7,5/9 punts, mig per damunt d'Ivan Txeparínov.

### Participació en competicions per equips
Gueorguiev ha participat en nombroses ocasions a les Olimpíades d'escacs, jugant normalment entre el primer i el segon tauler del l'equip búlgar. Excepcionalment, el 2002 va jugar representant Macedònia del Nord, perquè temporalment hi residia.